# Czuwaj Przemyśl (hokej na lodzie)
Czuwaj Przemyśl – sekcja hokeja na lodzie klubu sportowego Czuwaj Przemyśl. Sekcja została rozwiązana.

## Historia
Sekcja hokejowa HKS Czuwaj Przemyśl powstała w okresie II Rzeczypospolitej na początku 1930 pod kierownictwem Juliana Göttlicha. 26 stycznia 1930 na torze lodowym Ośrodka Wychowania Fizycznego odbył się w Przemyślu pierwszy mecz hokeja na lodzie o charakterze propagandowym, w którym Czuwaj pokonał Polonię 1:0 po golu Zbigniewa Bilana (mecz sędziował kpt. Feliks Gross, a w składzie rywali grał m.in. por. Roman Folwarczny). Wkrótce potem drużyna Czuwaju rozgrywała mecze na stawie podwińskim (z Polonią i KS 2S). Drużyna uczestniczyła w mistrzostwach 1936/1937 (m.in. Ognisko Jarosław 5:1, 8:1). W sezonie 1937/1938 Czuwaj bez powodzenia rywalizował o awans do klasy A.
Działalność była kontynuowana w okresie PRL. Na początku lutego 1950 w Przemyślu odbył się turniej o mistrzostwo klasy A grupy wschodniej w ramach ligi okręgowej krakowskiej sezonu 1949/1950, a jego zwycięzcą został Kolejarz Przemyśl, tym samym premiowany do rywalizacji o mistrzostwo okręgu krakowskiego.
Na przełomie lat 50./60. drużyna Czuwaju brała udział w rozgrywkach ligi okręgowej rzeszowskiej. W sezonie 1951/1952 wystąpił Kolejarz Przemyśl. W sezonie 1956/1957 drużyna była pierwotnie awizowana jako Kolejarz Przemyśl. Następnie Czuwaj grał w sezonach 1957/1958, 1958/1959, 1959/1960, w który zakwalifikował się do turnieju finałowego, zaplanowanego na swoim obiekcie przy ul. 22 stycznia w dniach 12–14 lutego 1960, który jednak wskutek niekorzystnych warunków atmosferycznych nie odbył się.
Na zimę 1959/1960 planowano stworzyć dla Czuwaju najnowocześniejsze lodowisko w województwie rzeszowskim.
W sezonie 1963/1964 Czuwaj nadal posiadał drużynę, w tym czasie działacze klubu planowali uruchomienie szkółki hokejowej
W sezonie 1964/1965 Czuwaj występował w rozgrywkach ligi okręgowej krakowsko-rzeszowskiej. W połowie lutego 1965 zajmował w tabeli przedostatnie, siódme miejsce. W sezonie 1965/1966 drużyna Czuwaju przystąpiła do ligi okręgowej krakowskiej oraz w ramach reaktywowanego ROZHL do rozgrywek o Puchar WKKFiT (Wojewódzki Komitet Kultury Fizycznej i Turystyki). W sezonie 1966/1967 Czuwaj grał w reaktywowanej lidze okręgowej rzeszowskiej. Na koniec sezonu Czuwaj zajmował drugie miejsce, mając tyle samo punktów co JKS Jarosław, jednak miał do rozegrania zaległe spotkanie wyjazdowe z Karpatami Krosno (które wskutek ocieplenia warunków atmosferycznych nie odbyło się w terminie), zatem kwestia mistrzostwa nie została przesądzona. W sezonie 1967/1968 Czuwaj grał ponownie w lidze międzywojewódzkiej krakowsko-rzeszowskiej oraz w lidze okręgowej rzeszowskiej, w sezonie 1968/1969 w lidze okręgowej rzeszowskiej (drugie miejsce). W kolejnej edycji 1969/1970 ligi okręgowej rzeszowskiej Czuwaj zajął prawdopodobnie trzecie miejsce.
Czołowym zawodnikiem sekcji oraz trenerem był Bolesław Jeżowski. W klubie trenowali także zawodnicy w kategorii juniorów.